# Trenton (Észak-Karolina)
Trenton város az USA Észak-Karolina állam Jones megyéjében, melynek megyeszékhelye is. Lakosainak száma 238 fő (2020. április 1.).

## Népesség
A település népességének változása:
| Lakosok száma | 98   | 287  | 238  |
|               | 1810 | 2010 | 2020 |